# Tom Luken

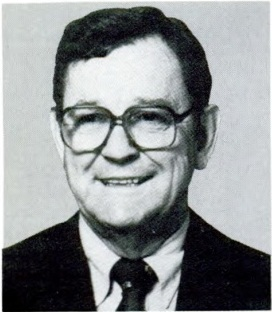
Tom Luken, 1989

Thomas Andrew „Tom“ Luken (* 9. Juli 1925 in Cincinnati, Ohio; † 10. Januar 2018 ebenda) war ein US-amerikanischer Politiker der Demokratischen Partei. Von 1974 bis 1975 und von 1977 bis 1991 war er Mitglied des Repräsentantenhauses der Vereinigten Staaten für den 1. und 2. Kongressdistrikt des Bundesstaates Ohio.

## Leben
Tom Luken wurde in Cincinnati geboren. Seinen High-School-Abschluss erwarb er 1942 an der Purcell High School in seiner Geburtsstadt. Während des Zweiten Weltkrieges diente er bei den United States Marine Corps. Seinen Bachelor of Arts erhielt er 1947 an der Xavier University of Cincinnati. Sein Jurastudium schloss er 1950 an der Northern Kentucky University ab. Daraufhin praktizierte er erstmals als Rechtsanwalt. Von 1955 bis 1961 beriet er die Stadt Deer Park als Anwalt in Rechtsangelegenheiten. 1961 wurde er zum Staatsanwalt für den südlichen Distrikt von Ohio ernannt, ein Amt, das er bis 1964 innehatte. Mitglied des Stadtrats von Cincinnati war Luken von 1964 bis 1967 und von 1969 bis 1974. Währenddessen war er von 1971 bis 1972 Bürgermeister von Cincinnati.
1974 wurde Luken in einer Special Election als Nachfolger des zurückgetretenen William J. Keating als Vertreter des 1. Distrikts von Ohio ins US-Repräsentantenhaus gewählt. Bill Gradison sicherte sich den Sitz von Luken in der regulären Kongresswahl 1974. Luken kandidierte 1976 im 2. Distrikt erfolgreich. Bis 1983 vertrat er den 2. Distrikt in Washington, bei den Kongresswahlen 1982 tauschte Luken aufgrund des Census 1980 mit Bill Gradison den Distrikt und vertrat bis 1991 wiederum den 1. Distrikt. Sein Sohn Charlie wurde sein Nachfolger.
Sein Bruder Jim Luken war ebenfalls wie er und sein Sohn Bürgermeister von Cincinnati. Luken lebte bis zuletzt in Cincinnati.